# Transsylvanske Alper
De Transsylvanske Alper eller Sydkarpater er en bjergkæde i Rumænien beliggende mellem Transsylvanien nordpå og Valakiet sydpå.

## Bjergtoppe
De sydlige Karpater er den næst højeste bjerggruppe i Karpaterne efter Tatrabjergene med højder på over 2500 meter over havet. Selv om de er langt lavere end Alperne er landskabet alpint. Det alpine udseende og det at bjergene er let tilgængelige har gjort dem til populære turistdestinationer. 
De højeste toppe er: 
- Moldoveanu, 2544 moh – Făgăraș-bjergene
- Negoiu, 2535 moh – Făgăraşbjergene
- Parângu Mare, 2519 moh – Parâng-bjergene
- Peleaga, 2509 moh – Retezatbjergene
- Omu 2507 moh – Bucegi-bjergene

Til trods for disse højder er de letteste bjergovergange i Karpaterne i Rumænien langs floderne som krydser bjergkæden (Olt) eller langs de brede dale (langs floderne Prahova og Jiu).

## Området
Flere brede pas krydser bjergkæden. Skove dækker det meste af landet. Typiske europæiske dyrearter trives, som bjørne, ulve, hjorte, og her finder man også gemsen.
Retezat Nationalpark, grundlagt i 1935 og den ældste i Rumænien, ligger i disse bjerge.
Da Bukarest kun er c. 70 km. sydpå er der mange skisteder og feriesteder i de Transsylvanske Alper, deriblandt byen Sinaia hvor findes Peleșslottet og Peleşor slot, bygget under kong Carol 1.
45°36′N 24°44′Ø / 45.6°N 24.73°Ø